# 雷村
雷村（義大利語：Re），是意大利皮埃蒙特大区韋爾巴諾-庫西奧-奧索拉省的一个市镇。总面积27平方公里，人口783人，人口密度29.0人/平方公里（2009年）。ISTAT代码为103060。